# Národní centrála proti organizovanému zločinu
Národní centrála proti organizovanému zločinu služby kriminální policie a vyšetřování (zkráceně NCOZ SKPV) je výkonný útvar Policie České republiky s celostátní působností. Útvar vznikl v roce 2016 sloučením dvou dosavadních celostátních útvarů kriminální policie: Útvaru pro odhalování organizovaného zločinu a Útvaru odhalování korupce a finanční kriminality. Útvar se v rámci své působnosti dle oficiálních informací specializuje na: odhalování korupce a finanční kriminality, včetně kriminality daňové, trestných činů spáchaných v souvislosti s legalizací výnosů z trestné činnosti, boj s organizovaným zločinem. NCOZ též plní funkci Úřadu pro vyhledávání majetku z trestné činnosti na území ČR (Asset Recovery Office) a je specializovaným a metodickým pracovištěm pro odhalování a zajišťování výnosů z trestné činnosti.
Do vytvoření Národní centrály proti terorismu, extremismu a kybernetické kriminalitě se NCOZ zabývala také terorismem, extremismem a kybernetickou kriminalitou a byla tzv. Národním kontaktním bodem pro terorismus (NKBT).
Centrála útvaru se nachází na pražské Zbraslavi, kde sídlí také krajské ředitelství Středočeského kraje. V obvodech krajských soudů má útvar zřízeny své expozitury.

## Struktura
V čele tohoto „superútvaru“, v době založení o zhruba 900 policistech, stojí ředitel (zařazen v 10. platové třídě), kterému jsou přímo podřízeni 3 jeho náměstci (2 náměstci pro výkon a náměstek pro podporu výkonu), pod které v NCOZ spadají tyto 3 sekce a územní expozitury:
- Náměstek ředitele pro podporu výkonu
- Náměstek ředitele pro výkon I.
  - Sekce zločineckých struktur
  - Expozitura České Budějovice
  - Expozitura Plzeň
  - Expozitura Ústí nad Labem
  - Expozitura Hradec Králové
- Náměstek ředitele pro výkon II.
  - Sekce závažné hospodářské trestné činnosti a korupce
  - Sekce finanční kriminality
  - Expozitura Brno
  - Expozitura Olomouc
  - Expozitura Ostrava

Do roku 2023 (před vyčleněním do NCTEKK) byly součástí NCOZ také sekce terorismu a extremismu („terex“) a sekce kybernetické kriminality („kyber“).

### Ředitelé NCOZ
- plk. JUDr. Michal Mazánek (1. srpna 2016 – 31. července 2018)[5][6][7][8][9][10][11][12]
- plk. JUDr. Jiří Mazánek (od 1. srpna 2018)[13][14][15][16]

## Historie

### Vznik
NCOZ vznikl po reorganizaci útvarů v roce 2016. NCOZ v sobě slučuje původní protimafiánský útvar ÚOOZ (původně o cca 450 zaměstnancích) a protikorupční útvar ÚOKFK (původně o cca 400 zaměstnancích). Dalšími celostátní výkonné útvary SKPV pak zůstaly Národní protidrogová centrála (NPC) a  Úřad dokumentace a vyšetřování zločinů komunismu (ÚDV). Servisní útvary SKPV s celostátní působností pak: Útvar zvláštních činností (ÚZČ), Útvar speciálních činností (ÚSČ), Kriminalistický ústav (KÚ) a Útvar rychlého nasazení (URNA).
Vznik NCOZ oficiálně představil náměstek pro službu kriminální policie a vyšetřování policejního prezidenta Zdeněk Laube, pod kterého výše uvedené útvary spadají. 1. června 2016, ještě před oficiálně oznámenou reorganizací (8. června), přinesly Lidové noviny informaci, že nově vzniklý, sloučený, útvar (NCOZ) by měl vést Michal Mazánek. Nové organizační schéma útvarů policie následně uvedený náměstek předložil svému nadřízenému, policejnímu prezidentovi Tomáši Tuhému, který tuto reorganizaci podpořil a následně ji předložil ke schválení ministru vnitra České republiky Milanu Chovanci. Ministr tuto reorganizaci schválil 15. června 2016, a to s účinností od 1. srpna 2016. Vedoucí představitelé Policie České republiky deklarovali, že nová struktura by měla po proběhlé reorganizaci rovněž odpovídat Europolu, který se v roce 2016 reorganizuje obdobně. Dosavadní šéf ÚOOZ Robert Šlachta 8. června sdělil, že se o reorganizaci dozvěděl před 14 dny neoficiálně a nevyloučil svůj odchod ze služby. Šlachta později svůj odchod potvrdil. Šéf ÚOKFK Jaroslav Vild v červnu sdělil, že o reorganizaci ví už týdny a záměr vedení policie respektuje. Vytvoření NCOZ vyvolalo roztržku hlavních stran tehdejší vládní koalice. V roce 2016, tedy před a po vytvoření NCOZ z nového útvaru či dvou útvaru jemu předcházejících odešlo dalších 32 policistů.
Média následně uvedla, že plukovník Mazánek, dosavadní ředitel Úřadu služby kriminální policie a vyšetřování, byl jediný, kdo se do funkce ředitele NCOZ přihlásil; následně i tuto funkci obsadil. Na pozici neprobíhalo výběrové řízení, ale nabídkové řízení, tedy nejprve museli být vhodní lidé pro tuto pozici osloveni, dostat nabídku (okruh vhodných kandidátů byl tak relativně úzký, oproti výběrovému řízení, kde by se mohlo přihlásit podstatně více policistů). Hospodářské noviny okomentovaly skutečnost, že na tuto pozici komise „vybírá“ z 1 uchazeče tak, že plukovníka Mazánka si údajně dopředu přímo vybral jeho nadřízený, generál Laube. Respekt k této věci uvedl, že: „Zkušenost říká, že každá soutěž, do níž se přihlásí jediný kandidát, přinese v budoucnu problémy.“
Jedním ze tří náměstků NCOZ se od 1. srpna 2016 stal Milan Komárek (dosavadní dočasný ředitel ÚOOZ – nyní náměstek ředitele pro podporu výkonu), pozici náměstka NCOZ též zaujal Jaroslav Vild (dosavadní ředitel ÚOKFK – nyní náměstek ředitele pro logistiku), třetím náměstek ředitele (pro výkon) se stal Petr Vopršal (bývalý vedoucí odboru zločineckých struktur ÚOOZ). Vopršal ve funkci náměstka skončil 31. října 2018.

### Daňová Kobra a finanční policie
V rámci NCOZ (dříve v rámci ÚOKFK) funguje též nyní i meziresortní tým Daňová Kobra, což je společný tým (nyní) NCOZ a správce daně (Generálního finanční ředitelství a Generálního ředitelství cel), který se zabývá oblastí daňové kriminality a bojem proti daňovým únikům (zajišťování výnosů z trestné činnosti), a to především v oblasti daně z přidané hodnoty a spotřební daně, cílem fungování společného týmu je pak zajištění řádného výběru daní a vrácení nezákonně získaných prostředků do státního rozpočtu jakož i postih pachatelů.
Od roku 2017 měla v rámci NCOZ vzniknout i zrušená finanční policie (dříve ÚONVDK, který byl zrušen ke konci roku 2006). Sekce finanční policie vznikla vydělením z dosavadní sekce závažné hospodářské trestné činnosti. Na rozdíl od Daňové Kobry, která se věnuje především zajišťování výnosů z trestné činnosti, se má zabývat „čistě daněmi“.

### Kritika velikosti a rozdělení útvaru
Podle policejního prezidia, které má strategickou koncepci PČR na starosti, by následně NCOZ měl být v budoucnu včleněn do nového Národního kriminálního úřadu, do kterého též měly být včleněny i ostatní celostátní (kromě Útvaru rychlého nasazení a Kriminalistického ústavu) a krajské složky kriminální policie.
Zároveň byla kritizována velikost NCOZ jako nevhodná a spekulovalo se o možném rozdělení útvaru. Následně byl opuštěn koncept vytvoření velkého Národního kriminálního úřadu. K 1. lednu 2023 pak došlo k vyčlenění sekce terorismu a extremismu a sekce kybernetické kriminality, ze kterých byl vytvořen nový celostátní útvar Národní centrály proti terorismu, extremismu a kybernetické kriminalitě (NCTEKK). Další možné rozdělení NCOZ představitelé policie vyloučili. Rozdělení NCOZ bylo kritizováno s ohledem na nevhodnost a možné odcházení zkušených policistů. To se během prvního roku existence nového útvaru potvrdilo.